# Gobiomorus
Gobiomorus là một chi cá bống trong họ Cá bống đen. Nó là loài bản địa ở đại dương, cửa biển, vùng nước lợ ở khắp Thái Bình Dương, Đại Tây Dương và vùng bờ biển châu Mỹ.

## Các loài
Hiện hành, trong chi này ghi nhận có 03 loài sau:
- Gobiomorus dormitor Lacépède, 1800 (Bigmouth sleeper)
- Gobiomorus maculatus (Günther, 1859) (Pacific sleeper)
- Gobiomorus polylepis Ginsburg, 1953 (Finescale sleeper)